# ドナウ川のさざなみ
『ドナウ川のさざなみ』（ドナウがわのさざなみ、ルーマニア語: Valurile Dunării、ドイツ語: Donauwellen）は、ルーマニアの作曲家ヨシフ・イヴァノヴィチが1880年に作曲したワルツ。
1880年にブカレストのコンスタンティン・ゲバウアー社から出版された。
エミール・ワルトトイフェルが1886年ごろに編曲した版が1889年に開催されたパリ万国博覧会で演奏され、その哀愁を帯びた旋律、オーケストレーションの見事さなどから、東ヨーロッパの作曲家のワルツ作品としては世界的に有名になった。

## その他
日本では、田村貞一が作詞した『ドナウ川の漣』が1902年（明治35年）に慶應大学で斉唱された。
近畿日本鉄道の近鉄名古屋駅では大阪上本町・大阪難波行き特急アーバンライナーが発車する際の発車メロディとして用いられている。
日本統治下の朝鮮では1926年に玄界灘に身投げして情死したソプラノ歌手のユン・シムドクの歌による『死の賛美』が大阪の日東レコードから発売されて流行した。
1946年に公開されたアル・ジョルソンの伝記映画『ジョルスン物語』では「Anniversary Song」の題で歌詞をつけて歌われている。
2000年のマイケル・デュドク・ドゥ・ヴィット監督のアニメーション映画『岸辺のふたり』のBGMとして使われている。